# أندرو كاربنتر
أندرو كاربنتر (بالإنجليزية: Andrew Carpenter)‏ هو لاعب كرة قاعدة أمريكي، ولد في 18 مايو 1985 في غرانتس باس في الولايات المتحدة.

## وصلات خارجية
- أندرو كاربنتر على موقع دوري كرة القاعدة الرئيسي (الإنجليزية)
- أندرو كاربنتر على موقعبيزبول رفرنس.كوم (الدوري الرئيسي) (الإنجليزية)
- أندرو كاربنتر على موقعبيزبول رفرنس.كوم (الدوري الثانوي) (الإنجليزية)
- أندرو كاربنتر على موقع إي إس بي إن.كوم (أم.أل.بي) (الإنجليزية)
- أندرو كاربنتر على موقع مشجعي الرسوم البيانية (الإنجليزية)